# Per Carlsén
Per Carlsén (ur. 24 czerwca 1960 w Sundsvall) – praworęczny szwedzki curler, zawodnik klubu curlingowego w Sundsvall, na co dzień właściciel firmy jubilerskiej.

## Drużyna
- Mikael Norberg (trzeci)
- Rickard Hallström (drugi)
- Fredrik Hallström (otwierający)